# Johann David Erdmann Preuß
Johann David Erdmann Preuß (* 1. April 1785 in Landsberg a. d. Warthe; † 25. Februar 1868 in Berlin) war ein deutscher Historiker.

## Leben
Der 1785 in Landsberg a. d. Warthe geborene Sohn eines Schneidermeisters ging in Frankfurt an der Oder zur Schule und studierte nach seinem Abitur zunächst an der Viadrina, ab 1810 dann an der neu eröffneten Berliner Universität Theologie, Philologie und Philosophie. 1816 erhielt er eine Anstellung als Lehrer der deutschen Sprache, Geschichte und Geographie am Königl. Friedrich Wilhelms-Institut. Preuß veröffentlichte zahlreiche Schriften vornehmlich pädagogischen und historischen Inhalts und avancierte durch seine 1832–1834 veröffentlichte, aus zahlreichen urkundlichen Quellen schöpfende vierbändige Lebensgeschichte Friedrichs des Großen zu einem anerkannten Spezialisten auf dem Gebiet der brandenburgisch-preußischen Geschichte insbesondere des 18. Jahrhunderts. Das Werk entstand im intensiven Austausch mit Karl Heinrich Siegfried Rödenbeck. Anlässlich des 100-jährigen Jubiläums der Thronbesteigung Friedrichs II. wurde ihm die Redaktion einer wissenschaftlichen Ansprüchen genügenden Neuausgabe der Schriften des Königs anvertraut. Redaktionelle Unterstützung erhielt er von 1840 bis 1846 durch den aus dem Elsass stammenden französischen Philologen Paul Ackermann. Ab 1840 begannen die Vorarbeiten zu der auf Staatskosten gedruckten 'Akademie-Ausgabe' der Werke Friedrichs des Großen, die von 1846 bis 1856 in 30 Bänden in zwei parallel gedruckten Ausgaben erschien.
Preuß, dem Varnhagen den Vorrang gegenüber dem von ihm zuvor als 'Matador der neuern Geschichtsmänner' bezeichneten Ranke einräumte, findet in den gängigen Nachschlagewerken zur deutschen Historiographie kaum Berücksichtigung. Seine in unterschiedlichen Bibliotheken und Archiven aufbewahrte Korrespondenz (u. a. mit Karl Wilhelm Böttiger, Wilhelm Ludwig Hertz, Gottfried Schadow und Karl August Varnhagen von Ense) ist weitgehend unerschlossen. Lediglich sein Briefwechsel mit Alexander von Humboldt (Beiträge zur Alexander-von-Humboldt-Forschung Bd. 43, hrsg. von Ulrich Päßler und Anna Senft, 2015) und ein Brief Theodor Fontanes an Preuß (Fontane-Blätter 1996) wurden bisher publiziert.
Preuß war zweimal verheiratet. Seine erste Gattin Louise, geborene Krüger († 1847), starb nach 21-jähriger Ehe. Im folgenden Jahr heiratete er am 24. Juni 1848 Louise, geborene von Kehler (* 26. Januar 1818). Beide Ehen waren kinderlos.

## Werke
- Blüten aus guten Deutschen Schriften gesammelt zu Denksprüchen, auch als Stoff und Anlass zu weiterm Nachdenken (181–1813)
- Die schönen Redekünste in Deutschland, von ihren ersten Anfängen bis auf die neuesten Zeiten. Samt kurzen Übersichten der gleichzeitigen ausländischen schönen Literatur. Ein historischer Grundriss zu Vorlesungen ... (1814–1816)
- Johann Görcke's Leben und Wirken. Geschildert bei Gelegenheit seiner 50-jährigen Dienstjubelfeier am 16. October 1817 auf Veranstaltung der Kgl. Preuß. Militärärzte (1817)
- Herzenserhebungen in Morgen- und Abendandachten der vorzüglichsten deutschen Dichter (1819)
- Das Königlich Preußische medizinisch-chirurgische Friedrich-Wilhelms Institut (ursprünglich chirurgische Pépinière) zu Berlin. Ein geschichtlicher Versuch zum 25. Stiftungstage desselben, dem 2. August 1819 (1819)
- Festrede bei Gelegenheit der 25-jährigen Regierungsjubelfeier Friedrich Wilhelms III (1822)
- Alemannia oder Sammlung der schönsten und erhabensten Stellen aus den Werken der vorzüglichsten Schriftsteller Deutschlands zur Bildung und Erhaltung edler Gefühle (1823–1827)
- Friedrich der Große – eine Lebensgeschichte (1832–1834)
- Urkundenbuch zu der Lebensgeschichte Friedrichs des Großen (1832–1834)
- Register zur Lebensgeschichte Friedrichs des Großen und zu den fuenf Urkundenbuechern (1834)
- Dr. Joh. Wilh. v. Wiebel in lebensgeschichtlichen Umrissen. Für seine Freunde und Verehrer bei Gelegenheit seiner 50-jährigen Dienstjubelfeier / Auf Veranlassung der gesammten obern Militär-Medizinalbeamten handschriftlich dem Drucke übergeben (1834)
- Friedrich der Große als Schriftsteller. Vorarbeit zu einer echten und vollständigen Ausgabe seiner Werke. Bei Annäherung des großen preußischen Thronjubelfestes ehrerbietigst der Königl. Akademie der Wissenschaften empfohlen (1837–1838)
- Friedrich der Große mit seinen Verwandten und Freunden (1838)
- Worte der Erinnerung am Sarge des Königl. Wirklichen Geheimen Staatsministers und Großkanzlers Herrn Dr. von Beyme . Nebst biographischer Uebersicht (1838)
- Friedrichs des Großen Jugend und Thronbesteigung. Eine Jubelschrift (1840)
- Der große Kurfürst und Kurfürst Friedrich Eisenzahn. Historische Erinnerungen bei Gelegenheit ihrer Thronjubelfeier (1840)
- Die historische Bedeutung des 1. Juni 1840. Zur Feier des 100 jähr. Regierungs-Antritts Friedrichs des Großen (1840)
- Der große Kurfürst und Kurfürst Friedrich Eisenzahn (1840)
- Ueber die Veranlassung und Ausführung der neuen Ausgabe von König Friedrichs des Großen Werken. Eine literarische Rechenschaft (PDF; 5,2 MB) (1844)
- Historische Erinnerungen an den Stifter und an die Stiftung des Kgl. medicinisch-chirurgischen Friedrich-Wilhelms-Instituts (1845)
- Œuvres de Frédéric le Grand – Werke Friedrichs des Großen (1846–1856)
- Erinnerungen an Friedrich den Grossen, in Bezug auf seine Armee. Am 24. Jan. 1854 in der Militärischen Gesellschaft vorgetragen (1854)
- Die militärische Richtung in Friedrichs Jugendleben. Eine Festrede (1856)
- Die neun ersten Regierungsjahre König Friedrich Wilhelms des dritten. Eine historische Lobrede zur Feier des Stiftungstages des Königlichen medizinisch-chirurgischen Friedrich-Wilhelms-Instituts am 2. August 1856 (1856)
- Friedrich der Grosse im siebenjährigen Kriege und in seinen späteren Regentensorgen. Eine historische Portrait-Skizze (1858)
- Zur Beurteilung des Staatsministers Wöllner. In: Zeitschrift für preußische Geschichte und Landeskunde, 3 (1866), S. 65–95